# Championnat d'Uruguay de football 1923
Navigation
Édition précédente Édition suivante
| \| Montevideo: · Nacional · Wanderers · Belgrano · Dublin · Charley · Liverpool Fútbol Club · Uruguay Onward · Lito · Rampla Juniors · Bella Vista · Centro Atlético Fénix Montevideo Universal \| Localisation des clubs engagés dans le championnat. |
| Montevideo: · Nacional · Wanderers · Belgrano · Dublin · Charley · Liverpool Fútbol Club · Uruguay Onward · Lito · Rampla Juniors · Bella Vista · Centro Atlético Fénix Montevideo Universal                                                           |

La 23e édition du championnat d'Uruguay de football est remportée par le Club Nacional de Football. C’est le dixième titre de champion du club, le deuxième consécutif. Le Nacional l’emporte avec 4 points d’avance sur le Rampla Juniors Fútbol Club. Club Atlético Bella Vista complète le podium. 
Deux nouveaux clubs accèdent à la première division, le Club Atlético Bella Vista et le Centro Atlético Fénix. Ils remplacent Club Atlético Peñarol et Central Español Fútbol Club relégués administrativement par la fédération uruguayenne. 
L’année 1923 est marquée par l’émergence d’un championnat parallèle sous l’égide de la FUF (Federación Uruguaya de Football), une fédération dissidente, et qui met en avant les clubs de Peñarol et de Central récemment exclus du championnat officiel. Cette compétition regroupe 32 équipes dont certaines sont des réserves d’équipes inscrites dans le championnat de l’AUF (Charley et Lito). Ce championnat, même s’il n’est pas reconnu par les instances officielles du football uruguayen et mondial depuis que l’AUF s’est affiliée à la FIFA et même s’il ne peut donc de fait offrir un titre de champion d’Uruguay, est une véritable menace pour la Primera División. Ce championnat est remporté par l’Atlético Wanderers deux points devant Peñarol.

## Les clubs de l'édition 1923
| Club                             | Stade | Capacité | Ville            |
| -------------------------------- | ----- | -------- | ---------------- |
| Belgrano Football Club           | -     | -        | Montevideo       |
| Club Atlético Bella Vista        | -     | -        | Montevideo       |
| Charley Football Club            | -     | -        | Montevideo       |
| Dublin Football Club             | -     | -        | Montevideo       |
| Centro Atlético Fénix            | -     | -        | Montevideo       |
| Club Atlético Lito               | -     | -        | Montevideo       |
| Liverpool Fútbol Club            | -     | -        | Montevideo       |
| Montevideo Wanderers Fútbol Club | -     | -        | Montevideo       |
| Club Nacional de Football        | -     | -        | Montevideo       |
| Rampla Juniors Fútbol Club       | -     | -        | Montevideo       |
| Universal Football Club          | -     | -        | San José de Mayo |
| Uruguay Onward                   | -     | -        | Montevideo       |

## Compétition

### Classement
Le classement est établi sur le barème de points suivant : victoire à 2 points, match nul à 1, défaite à 0.
| Rang | Équipe                      | Pts | J  | G  | N | P  | Bp | Bc | Diff |
| ---- | --------------------------- | --- | -- | -- | - | -- | -- | -- | ---- |
| 1    | Club Nacional de Football T | 38  | 22 | 18 | 2 | 2  | 58 | 12 | +46  |
| 2    | Rampla Juniors              | 34  | 22 | 14 | 6 | 2  | 30 | 12 | +18  |
| 3    | Club Atlético Bella Vista   | 30  | 22 | 13 | 4 | 5  | 35 | 16 | +19  |
| 4    | Belgrano Football Club      | 25  | 22 | 10 | 5 | 7  | 20 | 20 | 0    |
| 5    | Club Atlético Lito          | 24  | 22 | 8  | 8 | 6  | 23 | 21 | +2   |
| 6    | Universal Football Club     | 22  | 22 | 9  | 4 | 9  | 19 | 24 | -5   |
| 7    | Liverpool Fútbol Club       | 20  | 22 | 6  | 8 | 8  | 17 | 22 | -5   |
| 8    | Centro Atlético Fénix       | 18  | 22 | 5  | 8 | 9  | 13 | 20 | -7   |
| 9    | Montevideo Wanderers        | 16  | 22 | 5  | 6 | 11 | 16 | 24 | -8   |
| 10   | Uruguay Onward              | 15  | 22 | 3  | 9 | 10 | 16 | 27 | -11  |
| 11   | Charley Football Club       | 13  | 22 | 4  | 5 | 13 | 16 | 38 | -22  |
| 12   | Dublin Football Club        | 9   | 22 | 3  | 3 | 16 | 6  | 33 | -27  |

| Légende : Qualifications et relégations | Légende : Qualifications et relégations |
| --------------------------------------- | --------------------------------------- |
|                                         | Champion d'Uruguay                      |
|                                         | Relégation en deuxième division         |
|                                         | T : Tenant du titre P : Promus          |

### Le championnat de la FUF
| Rang | Équipe                           | Pts | J  | G  | N  | P  | Bp  | Bc | Diff |
| ---- | -------------------------------- | --- | -- | -- | -- | -- | --- | -- | ---- |
| 1    | Atlético Wanderers               | 59  | 31 | 29 | 1  | 1  | 75  | 8  | +67  |
| 2    | Club Atlético Peñarol            | 57  | 31 | 28 | 1  | 2  | 100 | 10 | +90  |
| 3    | Club Atlético Lito               | 50  | 31 | 23 | 4  | 4  | 76  | 17 | +59  |
| 4    | Central Español Fútbol Club      | 47  | 31 | 22 | 3  | 6  | 68  | 22 | +46  |
| 5    | Peñarol del Plata                | 44  | 31 | 18 | 8  | 5  | 54  | 21 | +33  |
| 6    | Colón Fútbol Club                | 43  | 31 | 19 | 5  | 7  | 58  | 26 | +32  |
| 7    | Rosarino Central                 | 43  | 31 | 17 | 9  | 5  | 47  | 27 | +20  |
| 8    | Olimpia                          | 42  | 31 | 17 | 8  | 6  | 52  | 28 | +24  |
| 9    | Misiones                         | 41  | 31 | 16 | 9  | 6  | 38  | 25 | +13  |
| 10   | Institución Atlética Sud América | 41  | 31 | 18 | 5  | 8  | 40  | 34 | +6   |
| 11   | Defensor Sporting Club           | 38  | 31 | 16 | 6  | 9  | 45  | 24 | +21  |
| 12   | Roberto Chery                    | 38  | 31 | 16 | 6  | 9  | 46  | 38 | +8   |
| 13   | Roland Moor                      | 37  | 31 | 15 | 7  | 9  | 42  | 39 | +3   |
| 14   | Las Piedras                      | 36  | 31 | 16 | 4  | 11 | 40  | 35 | +5   |
| 15   | Uruguayo                         | 35  | 31 | 13 | 9  | 9  | 31  | 26 | +5   |
| 16   | Oriental Pocitos                 | 31  | 31 | 14 | 3  | 14 | 47  | 36 | +11  |
| 17   | Solférino                        | 30  | 31 | 12 | 6  | 13 | 35  | 28 | +7   |
| 18   | Charley Football Club            | 30  | 31 | 10 | 10 | 11 | 38  | 33 | +5   |
| 19   | Bequelo                          | 29  | 31 | 12 | 5  | 14 | 31  | 39 | -8   |
| 20   | Miramar                          | 26  | 31 | 10 | 6  | 15 | 30  | 41 | -11  |
| 21   | Sayago                           | 25  | 31 | 8  | 9  | 14 | 26  | 37 | -11  |
| 22   | Reformers                        | 20  | 31 | 7  | 6  | 18 | 19  | 41 | -22  |
| 23   | San Carlos Taurino               | 20  | 31 | 5  | 10 | 16 | 28  | 51 | -23  |
| 24   | Triumph Juniors                  | 19  | 31 | 5  | 9  | 17 | 17  | 59 | -42  |
| 25   | Treinta y Tres                   | 18  | 31 | 6  | 6  | 19 | 21  | 60 | -39  |
| 26   | River Plate Football Club        | 18  | 31 | 5  | 8  | 18 | 14  | 56 | -42  |
| 27   | Miguelete                        | 17  | 31 | 5  | 7  | 19 | 17  | 47 | -30  |
| 28   | Belvedere                        | 17  | 31 | 6  | 5  | 20 | 20  | 53 | -33  |
| 29   | Firestone                        | 16  | 31 | 5  | 6  | 20 | 17  | 64 | -47  |
| 30   | Livingstone                      | 15  | 31 | 3  | 9  | 19 | 14  | 68 | -54  |
| 31   | Sportivo Aguada                  | 9   | 31 | 1  | 7  | 23 | 10  | 78 | -68  |
| 32   | Uruguay Forever                  | 1   | 31 | 0  | 1  | 30 | 4   | 29 | -25  |

| Légende : Qualifications et relégations | Légende : Qualifications et relégations |
| --------------------------------------- | --------------------------------------- |
|                                         | Champion de la FUF                      |
|                                         | Relégation                              |

## Bilan de la saison
| Championnat d'Uruguay de football 1923                             |                                       |
| Champion                                                           | Club Nacional de Football (10e titre) |
| Promotions et relégations                                          |                                       |
| Promus en Primera División                                         | Racing Club de Montevideo             |
| Relégués en Championnat d'Uruguay de football de deuxième division | Dublin Football Club                  |